# روفيكوكسيب
روفيكوكسيب هو دواء من مضادات الالتهاب اللاستيرويدية من مجموعة مثبطات كوكس-2 و الذي استعمل في علاج التهابات العظام والمفاصل حالات الألام الحادة و عسر الطمث .
سحب من السوق عام 2004 م (على المستوى العالمي 30 سبتمبر 2004م) بسبب مشاكل متعلقة باحتشاء عضل القلب
أدخل السوق عام 1999م من قبل الدولية ميرك، وتوفر في الوصفات الطبية على شكل حبوب أو معلقات للشرب.
فقط في الولايات المتحدة قدر مستعملوه بحوالي 20 مليون شخص.

## مثبط COX-2 انتقائي
كباقي جزيئات هذا القسم، لديه خاصية مضادة للاٍلتهاب والقليل من الأثار الجانبية على المعدة (حروق وتقرحات) ولكن يسبب تطور أمراض القلب والأوعية الدموية.
عكس الأسبرين و مضادات الاٍتهاب ألاستيرويدية التقليدية هو لا يؤثر على افراز ثرومبوكسان A2 . بالاٍضافة يقوم بخفض مستوى البروستاسيكلين
في الدم، هذه الأخيرة موسعة للشرايين. تخثرية الصفائح الدموية ترتفع اٍذا.